# بلو هيلز (كونيتيكت)
بلو هيلز (بالإنجليزية: Blue Hills CDP, Connecticut)‏ هي منطقة سكنية تقع بولاية كونيتيكت في الولايات المتحدة. تبلغ مساحتها 3.02 كم2، وترتفع عن سطح البحر 42.672000000000004 م، بلغ عدد سكانها 2,901 نسمة في عام 2010 حسب إحصاء مكتب تعداد الولايات المتحدة وتصل الكثافة السكانية فيها 960.6 نسمة لكل كيلومتر مربع (2,487.9/ميل2).

## التركيبة السكانية
حدّد مكتب تعداد الولايات المتحدة بيانات التركيبة السكانية لبلو هيلز في تعداد الولايات المتحدة. في ما يلي، التركيبة السكانية حسب تعدادي 2000 و2010.

### تعداد عام 2000
بلغ عدد سكان بلو هيلز 3,020 نسمة بحسب تعداد عام 2000، وبلغ عدد الأسر 1,008 أسرة وعدد العائلات 782 عائلة مقيمة في المنطقة السكنية. في حين سجلت الكثافة السكانية 1,000 نسمة لكل كيلومتر مربع (2,590.0/ميل2). وبلغ عدد الوحدات السكنية 1,044 وحدة بمتوسط كثافة قدره 345.7 لكل كيلومتر مربع (895.4/ميل2).
وتوزع التركيب العرقي للمنطقة السكنية بنسبة 9.80% من البيض و83.11% من الأمريكيين الأفارقة و0.40% من الأمريكيين الأصليين و1.23% من الأمريكيين ذوي الأصول الآسيوية و0.03% من سكان جزر المحيط الهادئ و1.49% من الأعراق الأخرى و3.94% من عرقين مختلطين أو أكثر و4.07% من الهسبانيون أو اللاتينيون من أي عرق.
بلغ عدد الأسر 1,008 أسرة كانت نسبة 42.2% منها لديها أطفال تحت سن الثامنة عشر تعيش معهم، وبلغت نسبة الأزواج القاطنين مع بعضهم البعض 43.9% من أصل المجموع الكلي للأسر، ونسبة 28.4% من الأسر كان لديها معيلات من الإناث دون وجود شريك،  بينما كانت نسبة 5.3% من الأسر لديها معيلون من الذكور دون وجود شريكة وكانت نسبة 22.4% من غير العائلات. تألفت نسبة 19.5% من أصل جميع الأسر من عدة أفراد يعيشون في نفس المنزل ونسبة 8.7% كانت تتألف من شخص يعيش بمفرده يبلغ من العمر 65 عاماً أو أكثر. وبلغ متوسط حجم الأسرة المعيشية 2.89، أما متوسط حجم العائلات فبلغ 3.29.
بلغ العمر الوسطي للسكان 38.4 عاماً. وكانت نسبة 25.7% من القاطنين تحت سن الثامنة عشر، وكانت نسبة 7.8% بين الثامنة عشر والرابعة والعشرين عاماً، ونسبة 25.6% كانت واقعةً في الفئة العمرية ما بين الخامسة والعشرين والرابعة والأربعين عاماً، ونسبة 24.5% كانت ما بين الخامسة والأربعين والرابعة والستين، ونسبة 12.8% كانت ضمن فئة الخامسة والستين عاماً فما فوق. يوجد لكل 100 أنثى 81.6 ذكر، ويوجد لكل 100 أنثى في الثامنة عشر من عمرها فما فوق 77.2 ذكر.
بلغ متوسط دخل الأسرة في المنطقة السكنية 48,859 دولارًا، أما متوسط دخل العائلة فبلغ 52,361 دولارًا. وكان متوسط دخل الذكور 36,842 دولارًا مقابل 30,972 دولارًا للإناث. وسجل دخل الفرد الخاص بالمنطقة السكنية 21,618 دولارًا. وكانت نسبة 3.9% من العائلات ونسبة 8.7% من السكان تحت خط الفقر، وكان من هؤلاء نسبة 14.6% تحت سن الثامنة عشر ونسبة 13.1% في الخامسة والستين من العمر وما فوق.

### تعداد عام 2010
بلغ عدد سكان بلو هيلز 2,901 نسمة بحسب تعداد عام 2010، وبلغ عدد الأسر 1,033 أسرة وعدد العائلات 758 عائلة مقيمة في المنطقة السكنية. في حين سجلت الكثافة السكانية 960.6 نسمة لكل كيلومتر مربع (2,487.9/ميل2). وبلغ عدد الوحدات السكنية 1,074 وحدة بمتوسط كثافة قدره 355.6 لكل كيلومتر مربع (921.0/ميل2).
وتوزع التركيب العرقي للمنطقة السكنية بنسبة 6.07% من البيض و87.62% من الأمريكيين الأفارقة و0.24% من الأمريكيين الأصليين و0.21% من الأمريكيين ذوي الأصول الآسيوية و0.03% من سكان جزر المحيط الهادئ و1.72% من الأعراق الأخرى و4.10% من عرقين مختلطين أو أكثر و5.52% من الهسبانيون أو اللاتينيون من أي عرق.
بلغ عدد الأسر 1,033 أسرة كانت نسبة 34.4% منها لديها أطفال تحت سن الثامنة عشر تعيش معهم، وبلغت نسبة الأزواج القاطنين مع بعضهم البعض 37.3% من أصل المجموع الكلي للأسر، ونسبة 29.5% من الأسر كان لديها معيلات من الإناث دون وجود شريك،  بينما كانت نسبة 6.6% من الأسر لديها معيلون من الذكور دون وجود شريكة وكانت نسبة 26.6% من غير العائلات. تألفت نسبة 23.1% من أصل جميع الأسر من عدة أفراد يعيشون في نفس المنزل ونسبة 11.9% كانت تتألف من شخص يعيش بمفرده يبلغ من العمر 65 عاماً أو أكثر. وبلغ متوسط حجم الأسرة المعيشية 2.81، أما متوسط حجم العائلات فبلغ 3.33.
بلغ العمر الوسطي للسكان 42.2 عاماً. وكانت نسبة 23.6% من القاطنين تحت سن الثامنة عشر، وكانت نسبة 8.9% بين الثامنة عشر والرابعة والعشرين عاماً، ونسبة 21.9% كانت واقعةً في الفئة العمرية ما بين الخامسة والعشرين والرابعة والأربعين عاماً، ونسبة 28.6% كانت ما بين الخامسة والأربعين والرابعة والستين، ونسبة 17.1% كانت ضمن فئة الخامسة والستين عاماً فما فوق. وتوزع التركيب الجنسي للسكان بنسبة 44.8% ذكور و55.2% إناث.